# Jaroslav Drobný (tennista)
Jaroslav Drobný (Praga, Txecoslovàquia, 12 d'octubre de 1921 – Tooting, Londres, Regne Unit 13 de setembre de 2001) va ser un jugador de tennis i d'hoquei gel professional d'origen txecoslovac però també var competir per l'Egipte i el Regne Unit. Va abandonar Txecoslovàquia l'any 1949 i va competir com a egipci fins que va aconseguir la nacionalitat britànica l'any 1959.
Com a tennista destaquen tres títols de Grand Slam individuals en un total de vuit finals disputades. També va guanyar un títol de Grand Slam en dobles masculins i dobles mixts. Va esdevenir el primer tennista amb nacionalitat africana en guanyar el títol a Wimbledon. Com a jugador d'hoquei va formar part de la selecció txecoslovaca i va guanyar un campionat del món l'any 1947 i una medalla d'argent als Jocs Olímpics de Sankt Moritz 1948.
L'any 1983 va ser inclòs en l'International Tennis Hall of Fame i també ho ser en l'International Ice Hockey Federation Hall of Fame.

## Biografia
Va començar a jugar a tennis amb cinc anys aprofitant que el seu pare treballava en el club de tennis Praga Lawn Tennis Club. Primer va començar a com a recullapilotes però a les ordres del tennista Karel Koželuh va començar a millorar el seu nivell ràpidament. La Segona Guerra Mundial va aturar la seva carrera tennística a causa de la falta de material i, llavors va començar a jugar a hoquei gel, on també va destacar ràpidament, arribant a formar part de la selecció nacional. Finalitzada la guerra va poder compaginar ambdós esports aprofitant que els calendaris eren diferents.
Després del Cop d'estat a Txecoslovàquia de 1948, Drobný estava molt insatisfet amb la propaganda comunista que intentava utilitzar-lo en el seu favor ja que era un dels esportistes més destacats del país junt a l'atleta Emil Zátopek. Com que va perdre la llibertat de viatjar als torneigs que més li interessaven per causes polítiques, va decidir desertar del seu país natal junt al seu amic i company d'equip Vladimír Černík aprofitant un viatge a Suïssa el 27 de juliol de 1949 i desobeint les autoritats soviètiques. Van intentar obtenir asil polític a Suïssa, Estats Units o Austràlia però només Egipte els va concedir la nacionalitat. Tanmateix es va establir al Regne Unit i no va ser fins al 8 de maig de 1959 que es va naturalitzar britànic.
Es va casar amb la tennista britànica Rita Jarvis, que havia conegut durant la seva etapa a l'exili i s'havien establert a Sussex.
Durant la seva trajectòria ha competit al torneig de Wimbledon amb quatre nacionalitats diferents. Va debutar l'any 1938 amb la seva nacionalitat natal txecoslovaca, amb l'ocupació de l'Alemanya nazi va representar el Protectorat de Bohèmia i Moràvia, després de la Segona Guerra Mundial va desertar del règim comunista l'any 1949 per competir com a egipci, i des de 1959 com a britànic.
Com a jugador d'hoquei sobre gel destaca el fet que podria haver estat el primer jugador europeu en jugar la lliga estatunidenca National Hockey League en rebre una oferta dels Boston Bruins l'any 1949, però Drobný va refusar l'oferta per mantenir-se amateur i poder combinar l'hoquei amb el tennis.
L'any 1955 va publicar la seva autobiografia titulada Champion in Exile.

## Torneigs de Grand Slam

### Individual: 8 (3−5)
| Resultat  | Núm. | Any  | Torneig                      | Oponent        | Marcador                |
| --------- | ---- | ---- | ---------------------------- | -------------- | ----------------------- |
| Finalista | 1.   | 1946 | Internationaux de France     | Marcel Bernard | 6−3, 6−2, 1−6, 4−6, 3−6 |
| Finalista | 2.   | 1948 | Internationaux de France (2) | Frank Parker   | 4−6, 5−7, 7−5, 6−8      |
| Finalista | 3.   | 1949 | Wimbledon                    | Ted Schroeder  | 6−3, 0−6, 3−6, 6−4, 4−6 |
| Finalista | 4.   | 1950 | Internationaux de France (3) | Budge Patty    | 1−6, 2−6, 6−3, 7−5, 5−7 |
| Guanyador | 1.   | 1951 | Internationaux de France     | Eric Sturgess  | 6−3, 6−3, 6−3           |
| Guanyador | 2.   | 1952 | Internationaux de France (2) | Frank Sedgman  | 6−2, 6−0, 3−6, 6−4      |
| Finalista | 5.   | 1952 | Wimbledon (2)                | Frank Sedgman  | 6−4, 2−6, 3−6, 2−6      |
| Guanyador | 3.   | 1954 | Wimbledon                    | Ken Rosewall   | 13−11, 4−6, 6−2, 9−7    |

### Dobles masculins: 4 (1−3)
| Resultat  | Núm. | Any  | Torneig                  | Parella          | Oponents                   | Marcador                |
| --------- | ---- | ---- | ------------------------ | ---------------- | -------------------------- | ----------------------- |
| Guanyador | 1.   | 1948 | Internationaux de France | Lennart Bergelin | Harry Hopman Frank Sedgman | 8−6, 6−1, 12−10         |
| Finalista | 1.   | 1950 | Internationaux de France | Bill Talbert     | Tony Trabert Eric Sturgess | 6−2, 1−6, 10−8, 6−2     |
| Finalista | 2.   | 1950 | Australian Championships | Eric Sturgess    | John Bromwich Adrian Quist | 6−3, 5−7, 4−6, 6−3, 8−6 |
| Finalista | 3.   | 1951 | Wimbledon                | Eric Sturgess    | Ken McGregor Frank Sedgman | 3−6, 6−2, 6−3, 3−6, 6−3 |

### Dobles mixts: 1 (1−0)
| Resultat  | Núm. | Any  | Torneig                  | Parella               | Oponents                 | Marcador      |
| --------- | ---- | ---- | ------------------------ | --------------------- | ------------------------ | ------------- |
| Guanyador | 1.   | 1948 | Internationaux de France | Patricia Canning Todd | Doris Hart Frank Sedgman | 6−3, 3−6, 6−3 |

## Trajectòria

### Individual
| Australian Championships                                                                                                  | A  | A  | A           | No disputat | No disputat | No disputat | No disputat | No disputat | A  | A  | A  | A  | 3R | A  | A | A  | A  | A  | A  | A  | A  | A  | A  | A | A  | A  | A  | A  | 0 / 1  | 1 − 1   |
| Internationaux de France                                                                                                  | A  | A  | No disputat | No disputat | No disputat | No disputat | No disputat | No disputat | F  | A  | F  | A  | F  | G  | G | SF | 4R | A  | 4R | 2R | 4R | 4R | 2R | A | 1R | 3R | 2R | 1R | 2 / 16 | 46 − 13 |
| Wimbledon | 1R | 3R | No disputat | No disputat | No disputat | No disputat | No disputat | No disputat | SF | QF | 2R | F  | SF | 3R | F | SF | G  | QF | 1R | 2R | 4R | 1R | 1R | A | A  | A  | A  | A  | 1 / 17 | 50 − 16 |
| US Championships | A  | A  | A           | A           | A           | A           | A           | A           | A  | SF | SF | QF | 3R | A  | A | A  | A  | A  | A  | A  | A  | A  | A  | A | A  | A  | 1R | A  | 0 / 5  | 15 − 5  |
| Llegenda: G: Guanyador; F: Finalista; SF: Semifinalista; QF: Quarts de final; Q: Qualificació; A: Absent; RR: Round Robin |    |    |             |             |             |             |             |             |    |    |    |    |    |    |   |    |    |    |    |    |    |    |    |   |    |    |    |    |        |         |